# فاميلير لينكس
فاميلير لينكس هي توزيعة لينكس ملغية لأجهزة آي‌باك والأجهزة المحمولة الأخرى.